# Leucopholis nummicudens
Leucopholis nummicudens är en skalbaggsart som beskrevs av Newman 1838. Leucopholis nummicudens ingår i släktet Leucopholis och familjen Melolonthidae. Inga underarter finns listade i Catalogue of Life.